# 1980年レークプラシッドオリンピックのオランダ選手団
1980年レークプラシッドオリンピックのオランダ選手団（1980ねんレークプラシッドオリンピックのオランダせんしゅだん）は、1980年2月13日から2月24日まで、アメリカ合衆国ニューヨーク州のレークプラシッドで開催された1980年レークプラシッドオリンピックのオランダ選手団、およびその競技結果。

## 概要
今大会は金メダル1個、銀メダル2個、銅メダル2個の合計4個のメダル獲得に留まった。

## メダル
| メダル | 選手名                 | 競技             | 種目       |
| ------ | ---------------------- | ---------------- | ---------- |
| 金     | アニー・ボルキンク     | スピードスケート | 女子1500m  |
| 銀     | リア・フィセル         | スピードスケート | 女子1500m  |
| 銀     | ピエト・クライネ       | スピードスケート | 男子10000m |
| 銅     | ダン・インマーフォール | スピードスケート | 男子500m   |